# James Carter (músico de jazz)
James Carter (3 de enero de 1969) es un músico y compositor estadounidense de jazz. Es primo de la violinista de jazz Regina Carter.

## Biografía
Carter nació en Detroit, Míchigan y aprendió a tocar bajo la tutela de Donald Washington, como miembro de su conjunto de jóvenes Bird-Trane-Sco-NOW!!. De joven, Carter asistió al Campamento de Bellas Artes del Lago Azul en Míchigan, siendo el miembro más joven. Su primera visita a Europa (Escandinavia) con la International Jazz Band fue en 1985, a la edad de 16 años.
El 31 de mayo de 1988, en el Instituto de Artes de Detroit (DIA), Carter se unió de último minuto como artista invitado al grupo de Lester Bowie, y obtuvo una invitación para tocar con su nuevo quinteto en Nueva York en el ahora desaparecido club de jazz, Carlos I. Se estableció en Nueva York dos años más tarde y desde entonces ha sido un intérprete destacado en la escena del jazz, tocando saxofón, flauta y clarinetes.
En su álbum Chasin' the Gypsy (2000) graba con su prima Regina Carter, una renombrada violinista de jazz.
Carter ha ganado varios años los Critics y Readers Choice Awards de la revista Downbeat para saxo barítono. Ha actuado, girado y tocado en álbumes con Julius Hemphill, Frank Lowe & the Saxemble, Kathleen Battle, el World Saxophone Quartet, Cyrus Chesnut, Wynton Marsalis, Dee Dee Bridgewater y la Mingus Big Band.
Carter es estudioso de instrumentos antiguos y posee una colección extensa de ellos, incluyendo un saxo tenor anteriormente tocado por Don Byas.

## Discografía

### Como líder
- 1991: Tough Young Tenors: Alone Together
- 1994: JC on the Set (DIW)
- 1995: Jurassic Classics (DIW)
- 1995: The Real Quiet Storm (Atlantic)
- 1995: Duets (with Cyrus Chestnut)
- 1996: Conversin' with the Elders (Atlantic)
- 1998: In Carterian Fashion (Atlantic)
- 2000: Layin' in the Cut
- 2000: Chasin' the Gypsy
- 2003: Gardenias for Lady Day
- 2004: Live at Baker's Keyboard Lounge (con David Murray, Franz Jackson y Johnny Griffin)[7]
- 2005: Out of Nowhere
- 2005: Gold Sounds (Tributo a Pavement con Cyrus Chestnut, Ali Jackson & Reginald Veal )
- 2008: Present Tense
- 2009: Heaven on Earth (con John Medeski, Christian McBride, Adam Rogers & Joey Baron)
- 2009: Skratyology (con De Nazaaten)
- 2011: Caribbean Rhapsody[8]
- 2011: At the Crossroads
- 2019: Live From Newport Jazz

### Como sideman
Con Karrin Allyson
- Ballads: Remembering John Coltrane (Concord Jazz, 2001)

Con el Art Ensemble of Chicago
- Salutes the Chicago Blues Tradition (AECO, 1993)

Con Ginger Baker and the DGQ20
- Coward of the County (Atlantic, 1999)

Con Kathleen Battle
- So Many Stars (Sony Classical, 1995)

Con Hamiet Bluiett
- Libation for the Baritone Saxophone Nation (Justin Time, 1998)
- Bluiett Baritone Saxophone Group Live at the Knitting Factory (Knitting Factory, 1998)

Con el Lester Bowie's New York Organ Ensemble
- The Organizer (DIW, 1991)
- Funky T. Cool T. (DIW, 1992)

Con Dee Dee Bridgewater
- Eleanora Fagan (1915-1959): To Billie with Love from Dee Dee Bridgewater (EmArcy, 2010)

Con Regina Carter
- Motor City Moments (Verve, 2000)

Con Cyrus Chestnut
- Cyrus Chestnut (Atlantic, 1998)

Con Jayne Cortez & The Firespitters'
- Cheerful & Optimistic (Bola Press, 1994)

Con Benny Golson
- Tenor Legacy (Arkadia Jazz, 1998)

Con Herbie Hancock
- Gershwin's World (Verve, 1998)

Co el Julius Hemphill Sextet
- Fat Man and the Hard Blues (Black Saint, 1991)
- Five Chord Stud (Black Saint, 1994)

Con D. D. Jackson
- Paired Down Volume One (Justin Time, 1997)
- Anthem (RCA Victor, 2000)

Con Ronald Shannon Jackson
- What Spirit Say (DIW, 1994)
- Live in Warsaw (Knit Classics, 1994 [1999])

Con Wynton Marsalis
- Blood on the Fields (Columbia, 1995)

Con Christian McBride
- SciFi (Verve, 2000)

Con Liz McComb
- Brassland (GVE/LMC, 2013)

Con Marcus Miller
- M² (Telarc, 2001)

Con Junco Onishi
- Baroque (Verve, 2010)

Con Madeleine Peyroux
- Dreamland (Atlantic, 1996)

Con Odean Pope
- Odeans List (In+Out, 2009)

Con Steve Turre
- TNT (Trombone-N-Tenor) (Telarc, 2001)

Con Roseanna Vitro y Kenny Werner
- The Delirium Blues Project: Serve or Suffer (Half Note, 2008)

Con Rodney Whitaker
- Children of the Light (DIW, 1996)
- Hidden Kingdom (DIW, 1997)

Con el World Saxophone Quartet
- Yes We Can (Jazzwerkstatt, 2010)